# Elektrociepłownia Zielona Góra
Elektrociepłownia Zielona Góra – elektrociepłownia w Zielonej Górze w województwie lubuskim.

## Historia

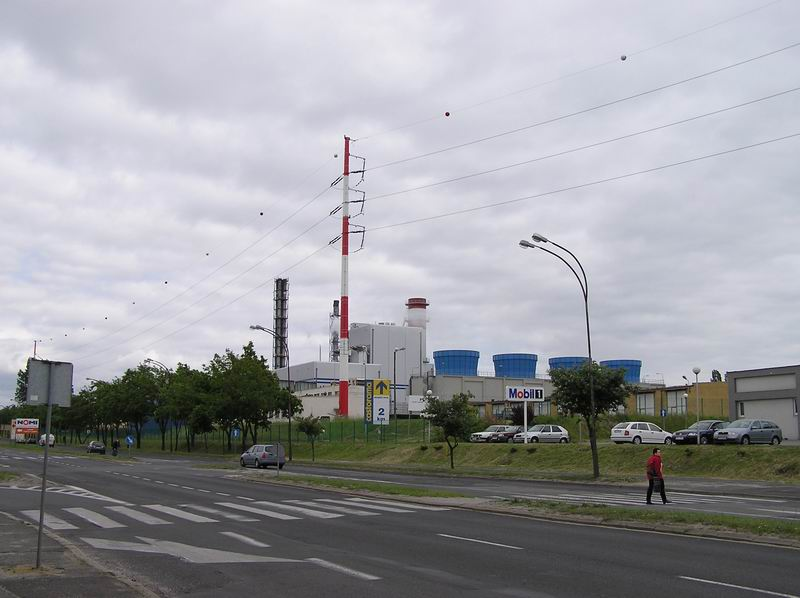
Elektrociepłownia Zielona Góra, widok od północy

Elektrociepłownia została uruchomiona w 1974 w odpowiedzi na rosnące zapotrzebowanie na energię związane z rozwojem miasta i przemysłu. Elektrociepłownia kolejno przechodziła przez struktury organizacyjne:
- 1974 w ramach Zaodrzańskich Zakładów Przemysłu Metalowego „Zastal”,
- 1974–1975 w strukturze Miejskiego Przedsiębiorstwa Energetyki Cieplnej,
- 1975–1978 w ramach Wojewódzkiego Przedsiębiorstwa Energetyki Cieplnej,
- 1978–1991 jednostka Zakładu Energetycznego w ramach Zakładów Energetycznych Okręgu Zachodniego,
- 1 lipca 1991 została przedsiębiorstwem państwowym pod nazwą Elektrociepłownia Zielona Góra,
- 10 sierpnia 1993 przekształcona w jednoosobową spółkę Skarbu Państwa pod nazwą Elektrociepłownia Zielona Góra Spółka Akcyjna,
- maj 2005 wydzielenie z Elektrociepłowni spółki remontowej Przedsiębiorstwo Remontowe Elektrociepłowni ECeRemont Sp. z o.o.,
- 7 września 2001 prywatyzacja Elektrociepłowni – 45% zakupiło Konsorcjum ZEW Kogeneracja S.A. i Dalkia Termika S.A. (obie spółki pod kontrolą francuskiej EDF),
- Od 16 lutego 2012 r. Spółka wchodzi w skład grupy kapitałowej EDF.
- 1 maja 2013 r. wyłączono trwale z użytkowania urządzenia wytwórcze bloku węglowego o mocy 23,4 MWe i 157,9 MWt wraz z urządzeniami towarzyszącymi
- 13 listopada 2017 przejęcie przez PGE.

## Dane techniczne
Na wyposażenie elektrociepłowni składają się:
- blok gazowo-parowy (zainstalowana moc elektryczna 198 MW, moc cieplna 135 MW)
  - jeden turbozespół gazowy typu F9E (PG9171) firmy GE do produkcji energii elektrycznej o mocy 126,1 MW,
  - 1 kocioł odzysknicowy typu OU-192, produkcji Rafako Polska – wykorzystujący ciepło spalin wylotowych z turbiny gazowej do produkcji pary,
  - 1 turbozespół parowy typu 7CK 65, produkcji Alstom Polska, zasilany parą z kotła odzysknicowego, wytwarzający energię elektryczną.

Moc elektryczna zainstalowana elektrociepłowni to 221,4 MW, a moc cieplna 322 MW.
Roczna produkcja to:
- 1 362 067 MWh energii elektrycznej,
- 1033 TJ energii cieplnej w wodzie przesyłanej do systemu ciepłowniczego